# Laura Bachman
Laura Bachman, née en 1994 en France, est une danseuse française de danse classique et de danse contemporaine, ancienne danseuse du ballet de l'Opéra de Paris puis membre de la Compagnie Rosas dirigée par Anne Teresa De Keersmaeker.

## Biographie
Laura Bachman est la fille du compositeur et directeur d'institutions culturelles Philippe Bachman (directeur de La Comète, Scène nationale à Châlons-en-Champagne et directeur de la Cinémathèque du documentaire). Elle entre dans l'école de danse de l'Opéra de Paris en 2005, suit des leçons au cours Florent entre 2010 et 2011, puis intègre le corps de ballet de l'Opéra de Paris en 2011. Au sein de l'institution elle s'oriente vers le répertoire le plus contemporain et danse comme soliste notamment les reprises des pièces Rain et Quatuor no 4 (entrées respectivement en 2011 et 2015 au répertoire du ballet de l'opéra) – cette dernière pièce pour laquelle elle a été particulièrement remarquée par la critique internationale,, – d'Anne Teresa De Keersmaeker, Le Sacre du printemps dans la version de Pina Bausch, Le Chant de la Terre de John Neumeier et les créations de Benjamin Millepied (dont Daphnis et Chloé) lorsque ce dernier prend la direction de la danse.
Elle démissionne de l'Opéra de Paris en 2016 pour suivre Benjamin Millepied qui retourne à la tête du Los Angeles Dance Project avant d'intégrer à  Bruxelles la Compagnie Rosas d'Anne Teresa De Keersmaeker avec laquelle elle souhaite continuer de travailler. Au sein de l'institution bruxelloise, elle interprète les œuvres du répertoire de Rosas telles que Rain, Rosas danst Rosas, Fase, Achterland, Quatuor no 4 et Die Grosse Fuge notamment dans le cadre du Festival d'automne à Paris en 2018 dont De Keersmaeker était l'invitée d'honneur.

## Filmographie
- 2010 : Les Yeux de sa mère de Thierry Klifa – Maria à 16 ans
- 2012 : Main dans la main de Valérie Donzelli
- 2014 : Les Bosquets (court métrage) de JR
- 2015 : Laura (court métrage) d'Arnaud Uyttenhove[11]

## Récompenses et distinctions
- 2011 : Prix AROP de l'Opéra de Paris du « meilleur jeune espoir[3] »